# اس‌ام یوسی-۴۴
اس‌ام یوسی-۴۴ (به انگلیسی: SM UC-44) یک زیردریایی بود که طول آن ۱۶۲ فوت ۳ اینچ (۴۹٫۴۵ متر) بود. این زیردریایی در سال ۱۹۱۷ ساخته شد.